# Santa Teresa de Casa Joan Martí
Santa Teresa de Casa Joan Martí és la capella particular de Casa Joan Martí, a l'interior del petit nucli de població de Llarvén, del terme municipal de Sort, de la comarca del Pallars Sobirà. Pertanyia a l'antic municipi d'Enviny.